# Rorýs černý
Rorýs černý (Cypseloides niger) je malý pták z řádu svišťounů (Apodiformes). Je rozšířen v Britské Kolumbii v Kanadě přes Spojené státy a Mexiko po Kostariku a Brazílii. Rozšířen je i na Antilách.

## Taxonomie
Má tři poddruhy:
- Cypseloides niger borealis (Kennerly, 1858) – rorýs černý severní
- Cypseloides niger costaricensis Ridgway, 1910
- Cypseloides niger niger (Gmelin, 1789)

## Popis
Má doutníkovitý tvar těla s dlouhými štíhlými křídly. Šat je tmavě šedý. Mezi vnitřní a vnější částí křídel je kontrast. Ramena jsou zřetelně tmavší než ostatní části křídel. Hlava je světlejší. Má krátký mírně vidlicovitý ocas. Poddruh Cypseloides niger costaricensis je tmavší a menší než Cypseloides niger borealis.

## Rozšíření
Méně než 150 hnízdních lokalit rorýse černého je známo ze Spojených států amerických, se 108 (k červenci 2012) známými lokalitami z Colorada. Tyto zahrnují:
- V Albertě: u vodopádů Johnston Canyon, Banff National Park (snižující se populace, požívající zvláštní ochranu od srpna 2018)[7][8]
- V Kalifornii: pobřeží Santa Cruz (kde je snižující se populace); Berry Creek Falls; Burney Falls State Park; Yosemite, Sequoia, a Kings Canyon National Parks; San Bernardino Mountains; a San Jacinto Mountains[7]
- V Coloradu: Box Canyon blízko Ouray,[9] Hanging Lake,[10] Hawk Creek Falls, Falls Creek Falls, a Niagara a Cataract Gulches[7]
- V Novém Mexiku: Jemez Falls[7]
- V Utahu: Stewart Falls[7]
- Ve Washingtonu: Semiahmoo Bay[7]

## Hnízdění
Jejich hnízdiště jsou často poblíž vod. Nejčastěji hnízdí na vysokých útesech, buď nad oceány nebo za vodopády nebo u nich. Hnízdo staví z větviček a mechu slepených dohromady blátem. Pokud mají dostupné kapradí a chaluhy, použijí je ke stavbě hnízda také. Snůška má 1 vajíčko, inkubace trvá 23–27 dní. Nově vylíhlé mládě je pravděpodobně krmeno několikrát denně, ale starší mládě je obvykle pouze jednou denně krmeno každým rodičem, nejčastěji za soumraku. Dospělci nocují na hnízdě nebo v jeho blízkosti.
Po vyhnízdění táhnou ze Severní Ameriky. Zůstává nejasné, kde většina rorýsů černých tráví zimu, ačkoli někteří byli vysledováni daleko na jihu v Brazílii migrujíce až z Colorada. Některé populace rorýsů černých z Antil jsou patrně stálé. V pozdním jaru táhnou na hnízdiště, s coloradskými populacemi nevracejícími se dříve než na konci května až června. Velká hejna rorýsů černých na tahu jsou občas viděna na jaře a na podzim, ale jen velmi vzácně dále na jih od hnízdišť ve Spojených státech.

## Potrava
Potravu hledá v letu v malých hejnech. Živí se hmyzem, létajícími mravenci a brouky.